# Audicien

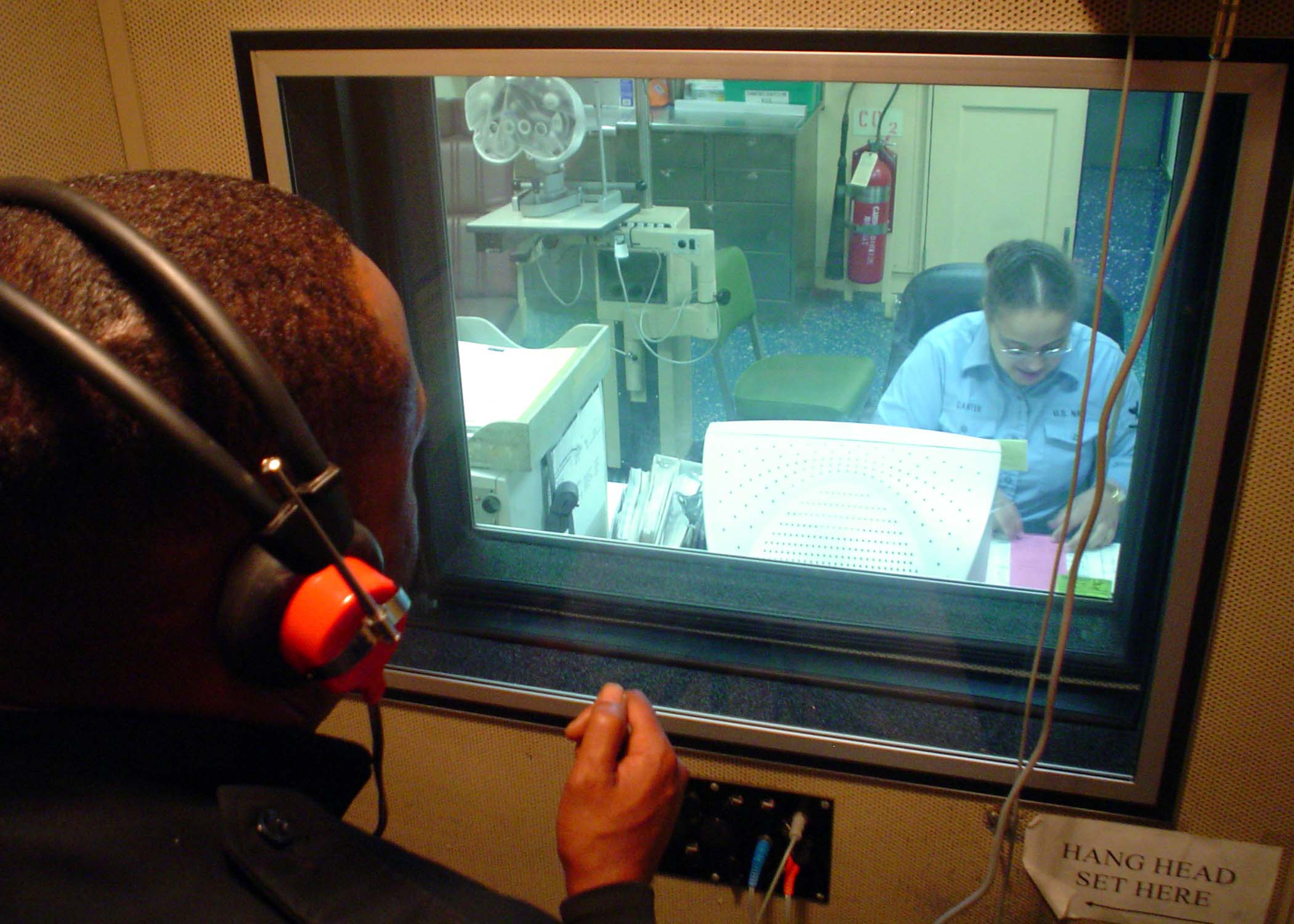
Afnemen van een audiogram

Een audicien is een specialist op het gebied van audiologische apparatuur. Hij onderzoekt of er sprake is van een gehoorbeperking en meet indien nodig een hoorapparaat aan. Het onderzoek bestaat meestal uit een audiogram en eventueel een spraakaudiogram.
Indien nuttig kan daarna een hoorapparaat in één of beide oren worden aangemeten, eerst voor een proefperiode. De meeste verzekeraars vergoeden een apparaat wanneer er een gehoorverlies is van 35 dB(A) of meer. De klant hoort dan een geluid vanaf 35 dB (0 dB is "normaal", maar veel volwassen komen niet verder dan 5 of 10 dB).
Ook in het vervolgtraject kan de klant bij de audicien terecht voor vervanging van de batterij, om het apparaat schoon te maken of te repareren, of van een nieuw oorstukje te voorzien of iets dergelijks.
Veel audiciens werken in een soort winkel, al dan niet gecombineerd met een opticien. In ingewikkelde gevallen zal de cliënt door de kno-arts meestal naar een audiologisch centrum verwezen worden, waar audiologen werken die hoger opgeleid zijn en meer mogelijkheden hebben.
Een gediplomeerd audicien heeft een mbo-opleiding van drie jaar achter de rug. De minimaal vereiste vooropleiding is vmbo met wis- en natuurkunde op C-niveau. Een triage-audicien heeft daarnaast nog een extra cursus audiometrie en otoscopie gedaan waardoor deze bekwaam is ziektebeelden en bijzonderheden te onderscheiden van normale verliezen. Een aantal zorgverzekeraars laat dan ook triage-audiciens hoortoestellen aanpassen zonder recept van een kno-arts of audiologisch centrum.